# Фолькман, Фриц
Фриц Фолькман (нем. Fritz Volkmann; 16 июня 1885, Обершмон — после 1938) — немецкий дирижёр.
Окончил учительскую семинарию в Айслебене, затем изучал композицию и вокал в Халле у Бруно Гейдриха, учился игре на фортепиано в Лейпциге у Телемака Ламбрино. В 1909—1913 гг. дирижировал в городском театре в Крефельде, специализируясь преимущественно на опереттах, затем на протяжении сезона в Мюльхаузене. После Первой мировой войны работал как оперный дирижёр в Нюрнберге, Мёнхенгладбахе (где, в частности, поставил оперу Эрнста Кшенека «Джонни наигрывает» спустя несколько месяцев после лейпцигской премьеры 1927 года), Хагене. В 1934—1935 гг. главный дирижёр оперного оркестра в Гёттингене, с 1936 г. — в Мюнстере. Среди осуществлённых Фолькманом премьер — опера Макса Эттингера «Юдифь» (1921) и балет Уильяма Уолтона «Фасад» (1929). В 1921 г. женился на певице и актрисе Пауле Зондерван (1892—1972), после этого оставившей сцену.